# Stor-Dammsjön, Gästrikland
Stor-Dammsjön är en sjö i Gävle kommun och Ockelbo kommun i Gästrikland och ingår i Hamrångeåns huvudavrinningsområde. Sjön är 12 meter djup, har en yta på 3,8 kvadratkilometer och befinner sig 62,2 meter över havet.
Stordammsjöns enda tillflöde (bortsett från några mindre bäckar) är Gopån vilken mynnar ut i Liss-Dammsjön som sammanhänger med Stordammsjön.
Stordammsjöns utflödet till Viksjön är reglerat vid byn Viksjö och fallhöjden är där cirka sju meter (från Stor-Dammsjöns 62 meter till Viksjöns 55 meter).

## Delavrinningsområde
Stor-Dammsjön ingår i delavrinningsområde (676128-155741) som SMHI kallar för Utloppet av Stor-Dammsjön. Medelhöjden är 70 meter över havet och ytan är 11,33 kvadratkilometer. Räknas de 45 avrinningsområdena uppströms in blir den ackumulerade arean 231,37 kvadratkilometer. Avrinningsområdets utflöde Hamrångeån mynnar i havet. Avrinningsområdet består mestadels av skog (65 procent). Avrinningsområdet har 3,79 kvadratkilometer vattenytor vilket ger det en sjöprocent på 33,4 procent.